# Зандра Вахтерсгойзер
Зандра Вахтерсгойзер (нім. Sandra Wächtershäuser; нар. 4 березня 1975) — колишня німецька тенісистка.
Найвищу одиночну позицію світового рейтингу — 181 місце досягла 10 липня 1995, парну — 186 місце — 29 квітня 1996 року.
Здобула 1 парний титул.

## Фінали ITF
| Турніри $25,000 |
| Турніри $10,000 |

### Парний розряд: 2 (1–1)
| Результат | Ранг | Дата           | Турнір                       | Покриття | Партнерка          | Суперниці                   | Рахунок  |
| --------- | ---- | -------------- | ---------------------------- | -------- | ------------------ | --------------------------- | -------- |
| Поразка   | 1.   | 20 липня 1992  | Дармштадт, Німеччина         | Ґрунт    | Анушка Попп        | Тіна Кріжан Ніколь Арендт   | 2–6, 1–6 |
| Перемога  | 1.   | 7 березня 1994 | Оффенбах-на-Майні, Німеччина | Килим    | Петра Вінценгеллер | Юка Йосіда Мотідзукі Хіроко | 7–6, 6–3 |